# ماتس اولسون (موسيقي)
ماتس اولسون (بالسويدية: Mats Olsson)‏ هو موسيقي وعازف بيانو سويدي، ولد في 3 نوفمبر 1929، وتوفي في 13 أكتوبر 2013.

## وصلات خارجية
- ماتس اولسون على موقع IMDb (الإنجليزية)
- ماتس اولسون على موقع ميوزك برينز (الإنجليزية)
- ماتس اولسون على موقع قاعدة بيانات الأفلام السويدية (السويدية)
- ماتس اولسون على موقع ديسكوغز (الإنجليزية)